# Acheville
Acheville é uma comuna no departamento de Pas-de-Calais, norte da França.

## Geografia
Acheville situa-se a cerca de 7 km a sudeste de Lens, na rodovia D33.

## População
| 1936                                                             | 1946 | 1954 | 1962 | 1968 | 1975 | 1982 | 1990 | 1999 | 2004 |
| ---------------------------------------------------------------- | ---- | ---- | ---- | ---- | ---- | ---- | ---- | ---- | ---- |
| 295                                                              | 289  | 274  | 275  | 290  | 313  | 399  | 438  | 457  | 588  |
| Contagem do censo iniciada em 1962: População sem dupla contagem |      |      |      |      |      |      |      |      |      |